# Одинокі дерева софори
Одино́кі дере́ва софо́ри — ботанічна пам'ятка природи місцевого значення в Україні. Об'єкт розташований на території Тальнівського району Черкаської області, квартал 98 Потаського лісництва. 
Площа — 0,1 га, статус отриманий 27 червня 1972 року.